# Phil Balsley
Philip Elwood Balsley (nascido em 8 de agosto de 1939, em Staunton, Virginia) é o ex-cantor do grupo de musica country aposentado  The Brothers Statler. Devido a sua presença silenciosa no palco e aparência humilde, ele é conhecido como "The Quiet One" do grupo.
Devido à sua experiência passada como um contador para o pai de negócios da chapa (antes do Statler Brothers foram animadores profissionais), Phil foi dado o crédito para supervisionar uma grande parte dos  Statler brothers "organização empresarial.
Embora ele raramente participou em qualquer das atividades de composição dos Statler brothers, vocal versátil de Phil barítono desempenhou um papel importante na qualidade dos Irmãos Statler harmonia ".
Phil atualmente está aposentado e reside em Staunton, Virgínia com sua esposa Wilma.